# Schutzmacht
Schutzmacht ist ein Begriff aus dem Konsularrecht und bezeichnet einen Staat, der einen anderen Staat diplomatisch und konsularisch vertritt. Schutzmächte nehmen anstelle der Entsendestaaten deren Interessen im Empfangsstaat wahr, wenn keine diplomatischen Beziehungen zwischen Entsende- und Empfangsstaat bestehen (beiderseitiges Schutzmachtbedürfnis). Schutzmachttätigkeiten in Friedenszeiten sind Abweichungen von der Regelform der Wahrnehmung auswärtiger Angelegenheiten eines staatlichen Völkerrechtssubjekts durch eigene Auslandsvertretungen, für den deutschen Auswärtigen Dienst geregelt in § 1 Abs. 2 des Gesetzes über den Auswärtigen Dienst (GAD).
Die Schutzmacht entwickelte sich als Institut des Völkergewohnheitsrechts über Jahrhunderte und lässt sich rechtshistorisch in ihren Anfängen bis in das 13. Jahrhundert nachweisen.

## Abgrenzung
Die Fähigkeit, die eigenen auswärtigen Angelegenheiten selbst zu gestalten, ist Voraussetzung, um eine Schutzmacht bestellen zu können. Ein völkerrechtliches Abhängigkeitsverhältnis wie ein Protektorat nimmt dem vertretenen Staat jedoch regelmäßig die völkerrechtliche Fähigkeit, seine auswärtigen Angelegenheiten selbst zu gestalten. Es steht dem protegierten Staat zumeist nicht mehr frei, seine auswärtigen Angelegenheiten durch eine Schutzmacht wahrzunehmen lassen.
Besteht kein Schutzmachtbedürfnis, kann sich ein Staat dennoch freiwillig aufgrund eines völkerrechtlichen Vertrags durch einen anderen Staat völkerrechtlich vertreten lassen. Der Vertrag belässt dem vertretenen Staat die völkerrechtliche Fähigkeit zur eigenen Regelung der auswärtigen Angelegenheiten. Beispielsweise hat sich Liechtenstein seit 1919 in Deutschland und Österreich lange durch die Schweiz vertreten lassen.
Bestehen zwar diplomatische Beziehungen, wird jedoch die Mission des Entsendestaats abberufen, so kann der Entsendestaat einem dritten Staat den Schutz seiner Interessen und derjenigen seiner Angehörigen im Empfangsstaat überlassen. Da in diesem Fall nur ein einseitiges Schutzmachtbedürfnis besteht, sind die Regeln über die Schutzmacht nicht einschlägig. Endet die persönliche Mission des Missionschefs, enden damit nicht die diplomatischen Beziehungen. Regelmäßig wird in solchen Fällen ein Geschäftsträger ad Interim tätig.
Erkennen sich zwei Staaten zwar völkerrechtlich an, nehmen jedoch keine diplomatischen Beziehungen auf, können zunächst aufgrund bilateraler Verträge offizielle Handelsvertretungen ohne diplomatischen Status unterhalten werden. Die „Handelsvertretungen“ der Bundesrepublik Deutschland einerseits und Bulgariens und Ungarns andererseits bestanden bis zur Aufnahme diplomatischer Beziehungen am 21. Dezember 1973 und der Umwandlung der Handelsvertretungen in Botschaften.

## Diplomatische und konsularische Vertretung

### Internationales Konsularrecht
Die Vorschriften des Wiener Übereinkommens über diplomatische Beziehungen (WÜD) und des Wiener Übereinkommens über konsularische Beziehungen (WÜK) über die Schutzmacht gehören zusammen mit den völkergewohnheitsrechtlichen Regeln über die Schutzmacht zu den allgemeinen Regeln des Völkerrechts im Sinne von Art. 25 Satz 1 GG.
Nach Art. 45 lit. c) WÜD kann der Schutz der Interessen des Staates und seiner Angehörigen einem dem Empfangsstaat genehmen dritten Staat übertragen werden, wenn die diplomatischen Beziehungen abgebrochen werden oder eine Mission endgültig oder vorübergehend abberufen wird. Hierzu bedarf es des Ersuchens des dritten Staates und der vorherigen Zustimmung des Empfangsstaates. Für den Fall, dass diplomatische Beziehungen nicht bzw. noch nicht bestehen, sieht Art. 46 WÜD die Möglichkeit vor, zeitweilig den Schutz der Interessen des im Empfangsstaat nicht vertretenen dritten Staates und seiner Angehörigen einem Staat zu übertragen. Nach Art. 8 WÜK besteht die Möglichkeit, dass eine konsularische Vertretung eines Entsendestaates im Empfangsstaat auch konsularische Aufgaben für einen dritten Staat wahrnimmt.
Ob neben dritten Staaten als Schutzmächte auch nichtstaatliche Völkerrechtssubjekte wie der Heilige Stuhl, das Internationale Komitee vom Roten Kreuz oder der römisch-katholische Souveräne Malteser Ritter-Orden in Betracht kommen, ist in der Literatur umstritten.

### Beispiele
Die Schweiz vertritt seit 1980 unter anderem die Interessen der USA im Iran.
Bevor 2001 reguläre diplomatische Beziehungen zwischen Deutschland und Nordkorea aufgenommen wurden, agierte das Königreich Schweden als Schutzmacht für Deutschland (in Nordkorea). Die Volksrepublik China hingegen agierte als Schutzmacht für Nordkorea (in Deutschland).
Da die Ukraine nach dem russischen Überfall vom 24. Februar 2022 die diplomatischen Beziehungen zu Russland abgebrochen hatte, möchte die Ukraine ihre Interessen in Russland künftig durch die Schweiz vertreten lassen.

## Humanitäres Völkerrecht in bewaffneten Konflikten
Das Humanitäre Völkerrecht sieht in den Genfer Konventionen die Bestellung von Schutzmächten auch bei Aufrechterhaltung diplomatischer Beziehungen zwischen den Beteiligten internationaler bewaffneter Konflikte vor.
Nach Art. 5 des I. Zusatzprotokolls zu den Genfer Abkommen vom 12. August 1949 sind die an einem Konflikt beteiligten Parteien verpflichtet, vom Beginn des Konflikts an die Einhaltung der Genfer Abkommen und des Protokolls I und deren Überwachung durch einen neutralen oder anderen nicht am Konflikt beteiligten Staat sicherzustellen. Gegebenenfalls bietet das Internationale Komitee vom Roten Kreuz an, unverzüglich eine Schutzmacht zu benennen, mit der die am Konflikt beteiligten Parteien einverstanden sind. Es kann auch selbst als Ersatzschutzmacht tätig werden. Seine Beobachter haben etwa Zugang zu Kriegsgefangenenlagern und achten dort auf die Einhaltung des Humanitären Völkerrechts.
Bereits vor dem Inkrafttreten der Genfer Konventionen wurde in Art. 86 des Abkommens über die Behandlung der Kriegsgefangenen vom 27. Juli 1929 vorgesehen, zur Einhaltung des Abkommens Schutzmächte mit der Wahrnehmung der Interessen der Kriegführenden zu betrauen, 1949 übernommen in Art. 126 des Genfer Abkommens über die Behandlung der Kriegsgefangenen. Das zweibändige Werk von Niklas Wagner, Holger Raasch und Thomas Pröpstl Wiener Übereinkommen über diplomatische und konsularische Beziehungen weist für die Schweiz eine Übernahme von 260 diplomatischen Schutzmachtvertretungen von insgesamt 43 Staaten während des Zweiten Weltkriegs aus. Der Rechenschaftsbericht der Abteilung für fremde Interessen des Eidgenössischen Politischen Departementes der Schweiz aus dem Jahre 1946 listet hingegen nur 35 Staaten auf.

## Weitere Bedeutungen

### Garantiemacht von Verträgen
Als „Schutzmacht“ bezeichnet man auch eine „Garantiemacht“ für die Einhaltung anderer völkerrechtlicher Verträge. So ist zum Beispiel Österreich Garantiemacht für das Gruber-De-Gasperi-Abkommen über Südtirol; Großbritannien, Griechenland und die Türkei garantierten das Zürcher und Londoner Abkommen über Zypern.

### Kolonialzeit
Der Begriff „Schutzmacht“ wird auch im Zusammenhang mit dem Kolonialismus/Imperialismus verwendet. So bezeichnete das Deutsche Kaiserreich seine Kolonien als „Schutzgebiete“ und verstand sich daher eher als Schutzmacht denn als Kolonialmacht. Der Völkerbund und später die UNO übertrug einigen Ländern wie den USA, Italien, Frankreich, Belgien, Großbritannien, Südafrika, Australien sowie Neuseeland Mandate über ehemals deutsche und osmanische Gebiete und Besitzungen. Diese Staaten übten dann die Schutzmachtfunktion aus. In der Praxis allerdings wurden die meisten übertragenen Gebiete wie Kolonien verwaltet und in das bestehende Kolonialreich oder Staatsgebiet eingegliedert.

### Geopolitik
Frankreich trat vor dem Deutsch-Französischen Krieg als Schutzmacht des Papstes auf; die sich zu dieser Zeit zu einer Nation zusammenschließenden Italiener beanspruchten aber den Kirchenstaat in Rom.
Seit dem Ersten Weltkrieg wird auch Russland als Schutzmacht Serbiens gesehen, was sich vor allem auch auf die slawische Volkszugehörigkeit (Panslawismus) zurückführen lässt. Zum Beispiel plädierte Russland dagegen, im Kosovokrieg 1998/99 ohne UNO-Mandat auf Seiten der Kosovo-Albaner beziehungsweise der UCK einzugreifen.
Die USA gelten als Schutzmacht Israels.